# Kantengewichteter Graph
Ein kantengewichteter Graph, kurz gewichteter Graph, ist in der Graphentheorie ein Graph, in dem jeder Kante eine reelle Zahl als Kantengewicht zugeordnet ist. Kantengewichtete Graphen können gerichtet oder ungerichtet sein. Ein Graph, dessen Knoten gewichtet sind, heißt knotengewichteter Graph.

## Gewichtsfunktionen
Kantengewichte sind im Allgemeinen durch eine Kantengewichtsfunktion gegeben. Eine solche Gewichtsfunktion ist eine Abbildung der Form
{\displaystyle d\colon E\to \mathbb {R} },
die jeder Kante eine reelle Zahl als Gewicht zuordnet. Das Kantengewicht einer Kante {\displaystyle e\in E} wird dann mit {\displaystyle d(e)} oder {\displaystyle d_{e}} bezeichnet.

## Metrischer Graph
Ein vollständiger kantengewichteter Graph heißt metrisch, falls für alle Knoten {\displaystyle a,b,c} des Graphen
{\displaystyle d({a,c})\leq d({a,b})+d({b,c})}
gilt. Das heißt, der Weg von {\displaystyle a} über {\displaystyle b} nach {\displaystyle c} darf nicht kostengünstiger sein als der direkte Weg von {\displaystyle a} nach {\displaystyle c}. Ein Beispiel für metrische Graphen sind Distanzgraphen.

## Anwendungen
Für viele graphentheoretische Probleme benötigt man zusätzliche Parameter, zum Beispiel eine Kostenfunktion für die Bestimmung kürzester Pfade oder eine Kapazitätsfunktion zur
Bestimmung maximaler Flüsse. Eine Probleminstanz wird in einem solchen Fall oft durch ein Tupel der Form {\displaystyle (G,d)} beschrieben, welches neben dem Graph die gewünschte Gewichtsfunktion beinhaltet.